# Ісаєвич Дмитро Григорович
Дмитро́ Григо́рович Ісає́вич (нар. 8 (21) листопада 1889, Велицьк — 17 січня 1973, Стрий) — український громадський та політичний діяч, журналіст.

## Біографія
Народився в селі Велицьк (тоді Волинська губернія, Російська імперія) в родині священика.
Навчався в духовному училищі в Кременці та Волинській духовній семінарії (Житомир). Закінчив економічний факультет Петербурзький політехнічний інститут. Під час Лютневої революції 1917 — організатор українських мітингів і маніфестацій у Петрограді.
Один із лідерів Української партії соціалістів-революціонерів, входив до ЦК УПСР, ЦК Селянської спілки. Член Української Центральної Ради і Малої ради, співробітник газети «Народна воля». В листопаді 1917 обраний депутатом Всеросійських Установчих зборів. 22 квітня 1918 призначений членом української делегації на переговорах з РСФРР. Від січня 1919 — економічний радник української делегації на Паризькій мирній конференції 1919—1920. У червні 1919 брав участь у роботі Міжнародного кооперативного конгресу в Парижі (Франція), де виступив із доповіддю «Українська кооперація», був учасником переговорів про вступ Української кооперативної спілки до Міжнародного кооперативного альянсу.
На еміграції мешкав у Чехословаччині, деякий час працював в Українському соціологічному інституті в Празі. Член закордонного представництва УПСР, очолював групу Селянської спілки, делегат від УПСР на конгресі Соціалістичного трудового інтернаціоналу. 1930 повернувся на Волинь, працював журналістом у Луцьку. Згодом, не бажаючи співробітничати з польською владою, оселився в рідному селі, займався господарством. 17.01.1973 помер у місті Стрию.
Його син Ярослав Ісаєвич — український історик, громадський діяч, академік НАН України, президент Міжнародної асоціації україністів, директор Інституту українознавства ім. І. Крип'якевича НАН України.